# Air Max
Air Max è un singolo del rapper statunitense Comethazine, pubblicato il 9 settembre 2020.

## Tracce
1. Air Max – 2:26